# Dendrobium atroviolaceum
Dendrobium atroviolaceum es una especie de orquídea de hábito epífita; originaria de  Papúa Nueva Guinea.

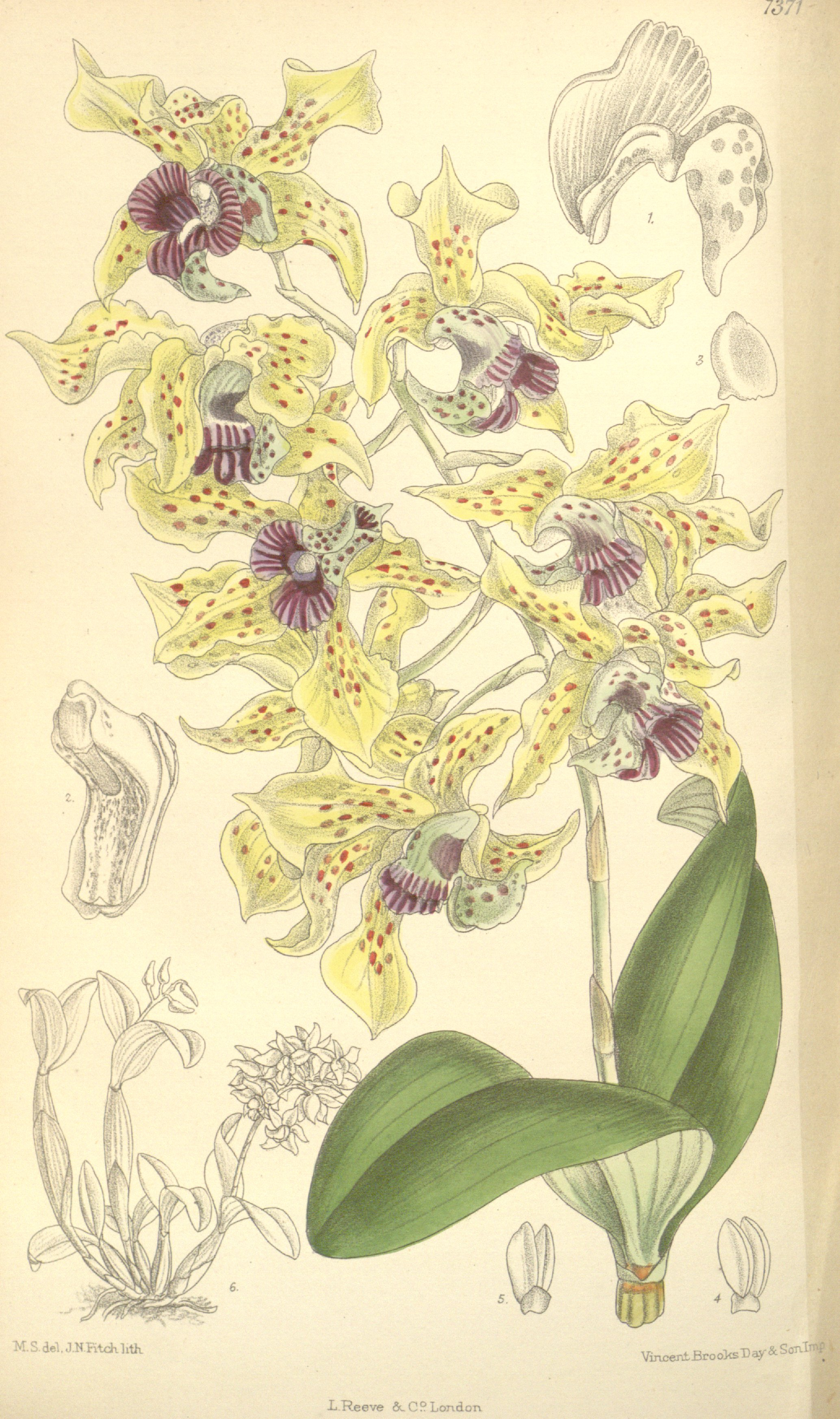
Ilustración

## Descripción
Es una orquídea de tamaño mediano, con hábitos de epífita. Esta orquídea tiene un pseudobulbo fusiforme, profundamente surcado, verdoso cuando son jóvenes, de color marrón con la edad, los tallos llevan de 2 a 4 hojas apicales, oblongo-ovadas, gruesas, coriáceas, obtusas apicalmente, de color verde oscuro por encima y más pálido por debajo. Los riegos frecuentes y fertilizantes asegurarán que florezca  en pleno invierno y hasta principios del verano con una corta inflorescencia de 20 cm, en forma de racimo axilar que surge justo por debajo o en el vértice de nuevos y mayores bastones que lleva 8 o más flores aromáticas, con textura pesada y muy duraderas. Las plantas deben tener un invierno más seco aunque nunca deberá secarse por completo, hay que poner menos fertilizantes hasta que surgen los nuevos crecimientos en la primavera

## Distribución
Se encuentra en Nueva Guinea y algunas islas de los alrededores, a una altitud de 300-750 metros, sobre grandes troncos de los árboles en los bosques tropicales.

## Taxonomía
Dendrobium atroviolaceum  fue descrita por  Robert Allen Rolfe  y publicado en The Gardeners' Chronicle & Agricultural Gazette 1: 512. 1890.
Etimología
Dendrobium: nombre genérico que procede de la palabra griega (δένδρον) dendron = "tronco, árbol" y (βιος) Bios = "Vida", en resumen significa "viven sobre los troncos de los árboles" (por su naturaleza epifita).
atroviolaceum: epíteto latino que significa "de color violeta profundo".
Sinonimia
- Dendrobium macgregorii F. Muell. & Kraenzl. (1894)
- Latourea atroviolacea (Rolfe) Brieger (1981)
- Latourorchis atroviolacea (Rolfe) Brieger (1981)
- Sayeria atroviolacea (Rolfe) Rauschert (1983)[1][5]